# Észak-Katalónia

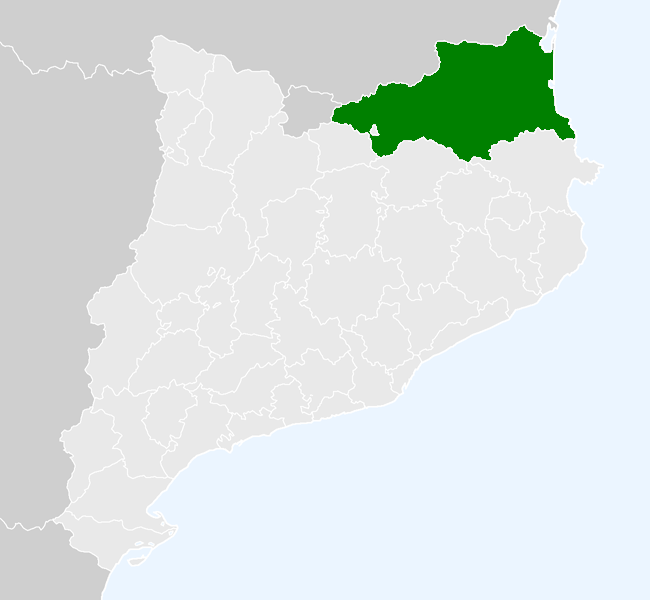
Térképen

Észak-Katalónia (katalánul: Catalunya del Nord Sablon:IPA-ca, franciául: Catalogne Nord Sablon:IPA-fr) az 1659-ben megkötött pireneusi békeszerződés szerint a Spanyolország által Franciaországnak átengedett terület megnevezése. A terület körülbelül a mai Pyrénées-Orientales francia megyének felel meg. A kifejezést a katalán nacionalista Alfons Miàs alkotta meg az 1930-as években.
A kifejezés megfelelője a francia Catalogne Nord, melyet bár ritkábban, mint a politikailag semleges Roussillont, de mégis használják a terület megnevezésére.

## Földrajz

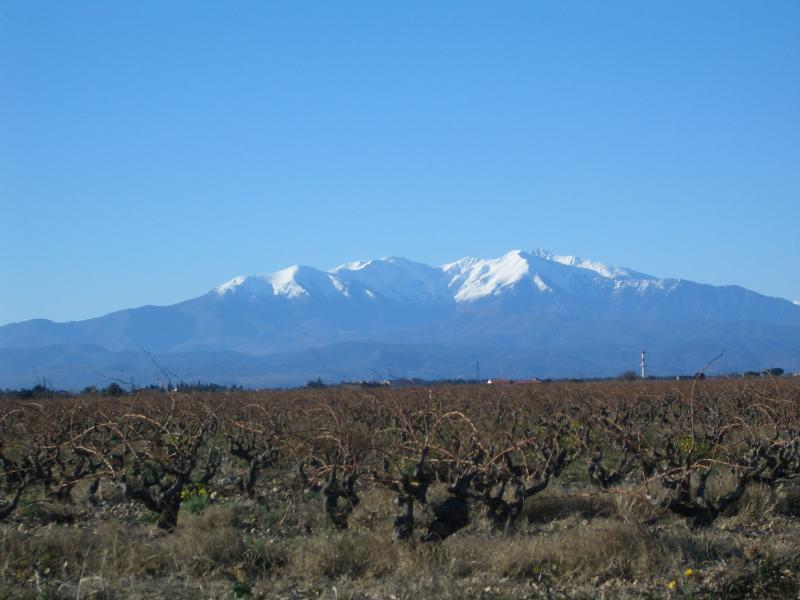
A Canigou (2785 m) látképe a közeli Perpignanból. A hegység nagyjából 60 kilométerre található attól a ponttól, ahol a fénykép készült.

Észak-Katalónia háromszöget alkot a déli Pireneusok, az északnyugati Corbières, valamint a keletre található Földközi-tenger között. A keleti Roussillon síkság messze a legsűrűbben lakott terület. A 2785 méter magas Canigou (katalánul: Canigó) hegység uralja a területet.
Az éghajlat mediterrán-típusú, melyet forró, száraz nyarak és viszonylag enyhe telek jellemeznek, legalábbis a Roussillon síkságon, ahol a hó ritka.
A terület lakosságának több, mint negyedét, elővárosaival együtt harmadát Perpignan (katalánul: Perpinyà) városa adja, mely az egyetlen jelentős közigazgatási és szolgáltató központ. A fő közúti, illetve vasúti kapcsolatok észak–déli irányból szelik át Észak-Katalóniát; ezek Franciaország és Spanyolország között teremtenek összeköttetést. Egy vasútvonal Perpignant köti össze Latour-de-Carol (katalán: La Tor de Querol) településsel Prades (katalán: Prada de Conflent vagy Prada) településsel.

## Közigazgatása

A Pyrénées-Oorientales terület katalán járásokra osztva Joan Becat szerint (Atles de Catalunya Nord, 1977).

| Kerület                                         | Kantonok száma | Települések | Népesség (1999) | Terület  | Népesség sűrűség (1999) |
| ----------------------------------------------- | -------------- | ----------- | --------------- | -------- | ----------------------- |
| Céret (Ceret)                                   | 5              | 40          | 66.624          | 954 km²  | 69,8 /km²               |
| Perpignan (Perpinyà)                            | 20             | 86          | 287.272         | 1317 km² | 218 /km²                |
| Prades (Prada)                                  | 6              | 100         | 38.907          | 1845 km² | 21,1 /km²               |
| Összesen                                        | 31             | 226         | 392.803         | 4116 km² | 95,4 /km²               |
| Az értékek tartalmazzák Fenouillèdes területét. |                |             |                 |          |                         |

## Külső hivatkozások

### Média
- Flaix FM rádió
- Ràdio Arrels Archiválva 2009. május 3-i dátummal a Wayback Machine-ben rádió
- Catalunya Info rádió
- La Clau magazin katalán & francia
- Dimonis magazin
- Szerkesztői del Trabucaire kiadó
- Llibreria Catalana katalán könyvesboltban Perpinyà (Perpignan)
- Mirmanda Kulturális Folyóirat a katalán & francia

### Egyesületek
- La Bressola
- La Porta dels Països Catalans Archiválva 2007. április 1-i dátummal a Wayback Machine-ben
- Aire Nou de Bao

### Esszék
- Qui som els catalans del nord? (Kik vagyunk mi, Észak-Catalánok?)

### Egyéb oldalak
- Catalunya-Nord.com Archiválva 2012. február 6-i dátummal a Wayback Machine-ben
- VilaWeb Catalunya Nord Archiválva 2008. október 10-i dátummal a Wayback Machine-ben

## Fordítás
Ez a szócikk részben vagy egészben  a   Northern Catalonia című angol Wikipédia-szócikk ezen változatának fordításán alapul.  Az eredeti cikk szerkesztőit annak laptörténete sorolja fel. Ez a jelzés csupán a megfogalmazás eredetét és a szerzői jogokat jelzi, nem szolgál a cikkben szereplő információk forrásmegjelöléseként.